# Zbigniew Strociak
Zbigniew Strociak (ur. 13 grudnia 1931 w Stanisławowie) – polski piłkarz, hokeista potem sędzia piłkarski i hokejowy. Zawodnik Odry Opole.

## Kariera sportowa
Zbigniew Strociak karierę sportową rozpoczął w juniorach Lwowianki Opole, jednak po fuzji w 1949 roku został zawodnikiem Budowlanych Opole. Do drużyny seniorskiej Niebiesko-Czerwonych dostał się w 1953 roku, grał na początku w pomocy, jednak trener Mieczysław Bieniek przesunął go na obronę, gdzie był jednym z ważnych członków zespołu. W międzyczasie grę w sekcji piłkarskiej łączy z grą w hokejowej drużynie Odry Opole.
W ekstraklasie zadebiutował 8 kwietnia 1956 roku w przegranym 0:3 meczu z Ruchem Chorzów, a ostatni mecz ligowy Strociaka w barwach Niebiesko-Czerwonych miał miejsce 4 listopada 1962 roku w wyjazdowym meczu z Gwardią Warszawa (0:1).
Strociak pomimo zakończenia kariery piłkarskiej, do 1963 roku kontynuował karierę hokejową, w której również odnosił sukcesy, a nawet był powoływany do młodzieżowej reprezentacji Polski.

## Kariera sędziowska
Zbigniew Strociak karierę sędziowską rozpoczął w 1964 roku prowadząc na początku mecze w A-klasie, jednak po ukończeniu kursu sędziowskiego w 1966 roku uzyskał prawo do sędziowania meczów w ekstraklasie, w której zadebiutował jako sędzia w 1969 roku (od 1967 roku był również sędzią hokejowym). Dzięki swojemu spokojowi i obiektywizmowi był chwalony przez sportową prasę i powierzano mu prowadzenie meczów wysokiego ryzyka.
W 1977 roku został mianowany sędzią międzynarodowym, którym był do 1979 roku, do zakończenia kariery sędziowskiej

## Po zakończeniu kariery
Zbigniew Strociak w latach 80. pełnił funkcję kwalifikatora sędziowskiego. Za swoje zasługi w karierze sędziowskiej został włączony do grupy honorowych sędziów Klasy-B w Kolegium Sędziów Podokręgu Piłki Nożnej w Opolu, gdzie obecnie mieszka.

## Sukcesy piłkarskie

### Odra Opole
- Awans do ekstraklasy: 1955, 1959
- 3. miejsce Pucharze Polski: 1962